# Micromus maculipes
Micromus maculipes is een insect uit de familie van de bruine gaasvliegen (Hemerobiidae), die tot de orde netvleugeligen (Neuroptera) behoort. 
Micromus maculipes is voor het eerst wetenschappelijk beschreven door Fraser in 1957.